# Playa Tenjin
La playa Tenjin (en japonés: 天神浜 Tenjinhama) Es una playa recreacional en el lago Inawashiro en la prefectura de Fukushima, Japón. El 18 de agosto de 1925, la playa de Tenjin fue el lugar donde los primeros Boy Scouts acamparon en Japón.  Los miembros de la familia imperial, entre ellos el príncipe heredero Hirohito y el príncipe Chichibu, asistieron al evento. En invierno, los fuertes vientos y las olas forman esculturas naturales de hielo sobre la vegetación litoral, atrayendo a muchos aficionados a la fotografía a un tramo de 1 kilómetro de la playa.